# Accademia militare di Baoding
L'Accademia militare di Baoding (Bǎodìng JūnxiàoP, Pao-ting Chün-hsiaoW) fu un'accademia militare con sede a Baoding, nella Repubblica di Cina, nei primi due decenni del XX secolo. Per un certo periodo, fu la più importante accademia militare in Cina, e i suoi cadetti giocarono un ruolo di primo piano nella storia politica e militare della Repubblica di Cina. L'Accademia militare di Baoding chiuse nel 1923, ma servì da modello per l'Accademia militare di Whampoa, fondata a Guangzhou nel 1924. Durante la Seconda guerra sino-giapponese, metà delle 300 divisioni nelle forze armate cinesi erano comandate da diplomati di Whampoa e un terzo erano cadetti di Baoding.

## Predecessori
Nel 1885, Li Hongzhang fondò l'Accademia militare di Tianjin 天津武備學堂 per gli ufficiali dell'esercito cinese, con consiglieri tedeschi, come parte delle sue riforme militari. L'operazione venne sostenuta da Zhou Shengchuan comandante dell'esercito Anhui. L'accademia doveva servire per formare gli ufficiali dell'esercito Anhui e Armata Verde. Nell'accademia venivano insegnate diverse materie militari, matematiche e scientifiche. Gli istruttori erano ufficiali tedeschi. Un altro programma fu avviato in accademia, per cinque anni, nel 1887 per addestrare adolescenti allo scopo di farli diventare nuovi ufficiali dell'esercito. Nella scuola venivano insegnate, matematica, materie pratiche e tecniche, scienze, lingue straniere, classici cinesi e storia. Annualmente gli allievi erano sottoposti ad esami. L'istruzioni somministrata nell'Accademia militare di Tianjin venne poi copiata nelle scuole militari di Weihaiwei e Shanhaiguan. Il "Fondo di difesa marittima" forniva i finanziamenti per l'Accademia militare di Tianjin, che era abbinata all'Accademia navale di Tianjin.
L'Accademia militare di Tianjin, nel 1886, adottò come parte dei suoi libri di testo Il romanzo dei Tre Regni. Tra i suoi allievi ci furono Wang Yingkai, Wu Peifu e Duan Qirui. Tra i suoi collaboratori Yinchang.

## Storia
Nel 1902, Yuan Shikai, il Viceré di Zhili e il ministro di Beiyang, fondarono un'Accademia per ufficiali a Baoding, la capitale della Provincia di Zhili. Baoding era il quartier generale del Nuovo Esercito, che fino al 1901 aveva sede a Xiaozhan, vicino Tianjin. Il Protocollo dei Boxer richiese al governo Qing di smilitarizzare Tianjin e il Nuovo Esercito venne trasferito a Baoding. Dal 1902 al 1912, l'accademia per ufficiali di Baoding assunse un certo numero di nomi diversi, tra cui "Accademia di studi marziali accelerati dell'Esercito Beiyang". L'accademia addestrò ufficiali per il Nuovo Esercito, che fu un fattore significativo nell'ascesa al potere di Yuan Shikai, alla fine della dinastia Qing, e nel ruolo fondamentale che ebbe nella rivoluzione Xinhai. Nel 1912, dopo che Yuan divenne il presidente provvisorio della Repubblica di Cina, l'accademia fu trasferita, per un breve periodo, a Pechino e divenne l'Accademia dell'Esercito. Nell'ottobre del 1912, l'accademia fu trasferita a Baoding e formalmente divenne l'Accademia militare di Baoding.

## Allievi importanti
Sia il Generalissimo Chiang Kai-shek, che poi divenne presidente Repubblica di Cina, e Chang Chun frequentarono l'Accademia nel 1906, come cadetti nella classe di preparazione allo studio oltreoceano, prima di studiare all'estero in Giappone. Importanti diplomati della terza classe, nel 1916, furono Bai Chongxi, Cai Tingkai, Huang Shaohong, Zhang Zhizhong e Xia Wei.